# 第27步兵師 (德國國防軍)
第27步兵師（德語：27. Infanterie-Division）是納粹德國國防軍陸軍的一個步兵師。該師於1936年10月組建。
第二次世界大戰期間，該師參與入侵波蘭、入侵法國行動。
該師最後於1940年11月，改編為第17裝甲師。第27步兵師番號直到1945年德國投降再也沒有重新使用。

## 註腳
1. ↑  Mitcham（2007年）